# 奧康納島
奧康納島（英語：O'Connor Island）是南極洲的島嶼，位於威爾克斯地，屬於風車群島的一部分，處於霍爾島和福德島之間，長1.9公里，根據美國海軍拍攝空中照片繪入地圖，現時由南極條約體系管理。